# Ялове (гмина Устшики-Дольне)
Ялове (пол. Jałowe, укр. Ялове) — деревня в Польше, входит в Подкарпатское воеводство, Бещадский повет, гмина Устшики-Дольне.
В 1939—1951 годах входила в состав Нижне-Устрицкого района, Дрогобычской области, УССР.
В 1975—1998 годах административно принадлежала к кросненскому воеводству.

## География и история
Деревня расположена у дороги на Бандрув, в 5 километрах восточнее Устшиков-Дольных. Автобусное сообщение с Устшиками.
Ялове относиться к числу самых молодых бещадских деревень. Вообще-то словосочетание «Яловая гора», обозначающее неурожайные земли, появляется в локационном акте Бжегов Дольных, выданном в 1532 году, но ещё даже в 1870 году в этом месте были только хозяйственные постройки и две мельницы.
В конце XIX — начале XX веков на берегах Глухого ручья были возведены несколько десятков крестьянских домов. В 1921 году деревня насчитывала уже 57 домов и 388 жителя (288 греко-католиков, 41 католик, 21 евангелист и 38 иудеев).
В 1945—1951 годах находилась в составе СССР. Позднее была заселена переселенцами с Сокальщины.

## Церковь св. Николая
Главной достопримечательностью деревни является греко-католическая церковь св. Николая (с 1971 года костёл Вознесения Богоматери), построенная в 1903 году на склоне холма со стороны Хощува. По преданиям, в этом живописном месте когда-то стоял замок. Около церкви кладбище в окружении деревьев (приведено в порядок общественными усилиями в 1993 году). В церкви сохранились фрагменты иконостаса 1902 года.
Вокруг на лугах осенью цветут безвременники. На север от церкви сохранились руины часовни, по некоторым данным, надгробной часовни хозяйки деревни Анны Новосельской, умершей в 1882 году.
По легенде, один из отрядов УПА имел схрон и полевой штаб под зданием церкви, который так и не был обнаружен.